# 崔久乡
崔久乡，是中华人民共和国西藏自治区山南市加查县下辖的一个乡镇级行政单位。

## 行政区划
崔久乡下辖以下地区：
崔久村、普麦囊村和吉隆囊村。